# Белвју (Небраска)
Белвју (енгл. Bellevue) град је у америчкој савезној држави Небраска.

## Демографија
По попису из 2010. године број становника је 50.137, што је 5.755 (13,0%) становника више него 2000. године.
| Група             | 2000.          | 2010.          |
| Белци             | 36.916 (83,2%) | 38.264 (76,3%) |
| Афроамериканци    | 2.719 (6,1%)   | 3.019 (6,0%)   |
| Азијати           | 938 (2,1%)     | 1.157 (2,3%)   |
| Хиспаноамериканци | 2.609 (5,9%)   | 5.962 (11,9%)  |
| Укупно            | 44.382         | 50.137         |